# Чентро Вале Интелви
Чѐнтро Ва̀ле Интѐлви (на италиански: Centro Valle Intelvi) е община в Северна Италия, провинция Комо, регион Ломбардия. Административен център на общината е село Сан Феделе Интелви (San Fedele Intelvi), което е разположено на 799 m надморска височина. Населението на общината е 3513 души (към 2017 г.).
Общината е създадена в 1 януари 2018 г. Тя се състои от трите предшествуващи общини Казаско д'Интелви, Кастильоние д'Интелви и Сан Феделе Интелви, които сега са най-важните центрове на общината.